# Die Young (Kesha)
Die Young è un singolo della cantante statunitense Kesha, pubblicato il 25 settembre 2012 come primo estratto dal secondo album in studio Warrior.
Durante il 2012, il singolo ha venduto negli Stati Uniti 1 645 000 copie, riscuotendo anche un buon successo commerciale su scala globale.

## Descrizione
Il brano è stato scritto nel 2011, in seguito al viaggio di Kesha intorno al mondo. Prima di incidere il suo secondo album di inediti, la cantante ha fatto un viaggio spirituale. Ripercorrendo le esperienze svolte nutrendo i cuccioli di leone o nuotando con i pescecani, Kesha ha dichiarato «di esserne rimasta colpita e di voler che il disco fosse veramente positivo, vulnerabile e sulla magia della vita».
Il brano è fondamentalmente elettropop, anche se non mancano influssi relativi alla musica house.

## Video musicale
Per la promozione del singolo, in rete sono stati pubblicati due teaser trailer. Un lyric video è stato pubblicato sul canale VEVO di Kesha il giorno dell'uscita del singolo. Il 24 settembre 2012, il truccatore di celebrità e blogger della rivista People, Scott Barnes, ha rivelato sul sito della rivista di essere in procinto di lavorare con Kesha per il video musicale di Die Young. Sul video stesso e la sua professione di make up ha detto:
La cantante è stata paparazzata sul set del video in alcuni scatti che sono approdati in rete. Jenna Hally Rubenstein di MTV è stata del parere che «Kesha non vuole praticamente vestirsi in questi giorni... e fa sembrare che la moda del non portare niente addosso stia continuando».
Nel video Kesha veste i panni della sacerdotessa di una setta, che è trasportata dai suoi adepti velata in un tempio nel Messico rurale, per poi scatenarsi assieme ad essi in diverse forme di dissolutezza sessuale. Secondo la rivista Billboard, il video è un atto di fede agli Illuminati.

## Controversie

### Riguardo al brano
Le stazioni radio statunitensi hanno cominciato a boicottare Die Young (it: Morire giovani), e altre canzoni con testi che potevano turbare gli ascoltatori, dopo la strage del 14 dicembre 2012, in cui 20 bambini e sei adulti sono stati uccisi in una scuola elementare di Sandy Hook per mano dell'assassino Adam Lanza.
Anche la stessa cantante ha esternato il suo disagio riguardo al testo del brano, ammettendo di considerarlo «ormai inappropriato» dopo la strage, attraverso il suo profilo Twitter:
La frase è stata immediatamente rimossa e la casa discografica si è rifiutata di commentare le sue dichiarazioni.

### Riguardo al video
Dure critiche ha ricevuto anche il video musicale, a causa delle molte simbologie occulte in esso presenti, tra cui l'Occhio di Horus che tutto vede, croci rovesciate, pentacoli e triangoli.

## Classifiche
| Classifica (2012) | Posizione massima |
| ----------------- | ----------------- |
| Australia         | 3                 |
| Austria           | 4                 |
| Belgio (Fiandre)  | 19                |
| Belgio (Vallonia) | 13                |
| Canada            | 4                 |
| Danimarca         | 27                |
| Finlandia         | 19                |
| Francia           | 12                |
| Germania          | 20                |
| Giappone          | 3                 |
| Irlanda           | 11                |
| Italia            | 10                |
| Libano            | 1                 |
| Messico           | 17                |
| Norvegia          | 8                 |
| Nuova Zelanda     | 9                 |
| Paesi Bassi       | 56                |
| Regno Unito       | 7                 |
| Repubblica Ceca   | 25                |
| Romania           | 26                |
| Slovacchia        | 14                |
| Spagna            | 34                |
| Stati Uniti       | 2                 |
| Sudafrica         | 8                 |
| Svezia            | 14                |
| Svizzera          | 23                |
| Ungheria          | 9                 |

### Classifiche di fine anno
| Classifica (2012) | Posizione |
| ----------------- | --------- |
| Australia         | 43        |
| Canada            | 93        |
| Francia           | 162       |
| Stati Uniti       | 85        |
| Classifica (2013) | Posizione |
| Canada            | 55        |
| Italia            | 65        |
| Stati Uniti       | 57        |
| Ungheria          | 80        |